# Aclis eolis
Aclis eolis är en snäckart som beskrevs av Bartsch 1947. Aclis eolis ingår i släktet Aclis och familjen Aclididae. Inga underarter finns listade i Catalogue of Life.